# Toolse
Toolse è un paese del comune rurale di Vihula, nella contea di Lääne-Virumaa, nel nord est dell'Estonia.

## Il castello
Nel 1471 il castello di Vredeborch (più tardi: Tolsburg, estone: Toolse Ordulinnus) fu edificato dall'Ordine Teutonico su una penisola nel Golfo di Finlandia. Tolsburg era il più settentrionale e il più recente dei castelli dell'Ordine, in Estonia. Fu fondato dal Gran Maestro dell'Ordine di Livonia dell'epoca, Johann Wolthus von Herse († 1472). La fortezza doveva servire soprattutto a proteggere la spiaggia e la vicina città di Wesenberg (estone: Rakvere) dagli assalti dei pirati. 
Successivamente, la fortezza divenne un castello a tre piani con una torre. Verso la fine del XV secolo, fu ampliato con un cortile interno ed esterno e protetto in particolar modo mediante l'aggiunta di cannoni. Le mura erano alte  14 m  e spesse 2 m. Successivamente, fu fortificato con una porta a torre sul lato Nord, fortificata con una torre da cannone a pianta circolare. 
Durante la Guerra di Livonia (1558–1583) il castello venne fortemente danneggiato e parzialmente riattato all'inizio del XVII secolo per poi essere definitivamente distrutto e abbandonato durante la Grande guerra del Nord, nel XVIII secolo.
Oggi se ne conservano le rovine sulle rive del Mar Baltico.